# Ţahārom
Ţahārom (persiska: طارُم دَشت, طَهارِم, طهارم, Ţārom Dasht) är en ort i Iran.   Den ligger i provinsen Ardabil, i den nordvästra delen av landet, 290 km nordväst om huvudstaden Teheran. Ţahārom ligger 1 353 meter över havet och antalet invånare är 124.
Terrängen runt Ţahārom är varierad. Ţahārom ligger nere i en dal.Runt Ţahārom är det ganska glesbefolkat, med 38 invånare per kvadratkilometer. Närmaste större samhälle är Kolowr, 13,5 km norr om Ţahārom. Trakten runt Ţahārom består i huvudsak av gräsmarker.